# کامیش‌لی (مرزیفون)
کامیش‌لی (به ترکی استانبولی: Kamışlı) یک منطقهٔ مسکونی در ترکیه است که در مرزیفون واقع شده‌است.